# Papalagi
Papalagi (títol original: Der Papalagi - Die Reden des Südseehäuptlings Tuiavii aus Tiavea) és un llibre que recull onze discursos publicats el 1920 per Erich Scheurmann.
Erich Scheurmann agafà inspiració d'una obra similar anomenada Lukanga Mukara de Hans Paasche, de la qual copià l'estructura, els temes a discutir i la idea de posar-hi missatges socials. Hans Paasche no pensà en acusar-lo de plagi, però els seus editors sí que ho feren.
Enrich afirma a la introducció d'aquests que traduí els manuscrits del samoà a la llengua alemanya i que conegué l'autor d'aquests: un cap del poble de Tuiavii anomenat Tiavea, a l'illa Upolo. Aquests discursos, afirma Erich Scheurmann, els pronuncià després de conèixer Europa en ser un alumne d'un col·legi marista catòlic com a advertència perquè es protegiren contra la maligna influència europea. A més, Erich Scheurmann afirma que publicà aquests discursos contra la voluntat de l'autor i sense que ho arribara a saber. Es creu a causa d'una sèrie de proves que totes aquestes afirmacions són falses i que els discursos són una invenció malgrat haver-se confirmat que Erich ha estat a les illes de Samoa entre juny de 1914 i agost de 1914. Ja Hans Ritz polemitzà amb Erich. A més es creu que tant Erich, l'editor i els deixebles no desistien d'intentar provar l'autenticitat perquè creien que caurien en la comparació amb l'obra de Montesquieu Cartes perses baix criteris similars. Malgrat la dubtosa autenticitat de l'obra les edicions en castellà no l'han tinguda en compte i afirmen acríticament que són uns estudis antropològics fets per un samoà.
Les proves que és una falsificació són:
- Erich estigué vivint uns pocs mesos a les illes de Samoa (de juny a agost de 1914) donant-li temps insuficient per a aprendre la llengua.
- Erich presentà una fotografia feta durant la seua estança que no coincidia amb la descripció que ell mateix feia a l'obra publicada per ell mateix.
- L'etnòleg Horst Cain l'analitzà etnològicament i filològicament i conclogué que era fals perquè: imitava l'estil literari de l'obra Cartes perses de Montesquieu; els samoans no comparteixen els béns entre ells; els samoans ja coneixien els telèfons i els diners-moneda, per tant no cal descriure-li-los; l'expressió referida a l'acte de menjar; i la comparació de les sabates amb les canoes és poc probable per part dels samoans.
- Tenint en compte que els samoans ja coneixien als humans blancs des de 1830 és sospitós que fóra necessari una descripció d'aquests.

Gunter Senft analitzà l'obra concloent que: és un exemple de mite del noble salvatge, la defensa al retorn a la natura, una defensa del nudisme per a acabar amb les fantasies sexuals dels humans joves mascles europeus, una defensa del cristianisme anticapitalista, i l'autor autèntic afirma que els missionaris són uns heretges, les pertinences pertanyen a Déu, denuncia l'escapisme i el fet d'èsser massa ben informat, a més que és un perill el pensar massa. Resumeix que és una obra racista com l'autor mateix, membre del Partit Nacional Socialista dels Treballadors Alemanys.
La traducció a l'anglés fou molt famosa entre les persones progressistes antisistema des de la dècada del 1930. L'obra a Alemanya arribà a vendre com a mínim un milió d'exemplars i fou un dels elements culturals que potenciaren el moviment estudiantil alemany. Ha sigut inclosa als plans educatius alemanys del 2010 i a la Guía de recursos educativos sobre inmigración del Govern d'Aragó de l'any 2003.
Juan Sasturain considera els discursos una obra molt interessant. L'autor valencià Paco Roca el considera un dels seus llibres preferits malgrat que té en compte que és una possible invenció. A més, ha influït a autors com Herbert Rosendorfer a l'obra Briefen in die chinesische Vergangenheit del 1983.
Malgrat la demostració de la falsedat dels discursos, encara hi ha edicions crèdules, com la de RBA.